# Summer Lee
Summer Lynn Lee (Pittsburgh, 26 novembre 1987) è una politica statunitense, membro della Camera dei Rappresentanti per lo stato della Pennsylvania dal 2023.

## Biografia
Nata e cresciuta in Pennsylvania in una famiglia afroamericana, Summer Lee studiò alla Pennsylvania State University e si laureò in giurisprudenza all'Università Howard. Subito dopo fu attiva come collaboratrice nella campagna elettorale a favore di Bernie Sanders nelle primarie del 2016.
Dopo aver condotto con successo una campagna di write-in a favore di un candidato per un consiglio scolastico locale, Summer Lee venne approcciata dai Democratic Socialists of America, che la spinsero a candidarsi in prima persona. Fu così che nel 2018 la Lee si candidò alla Camera dei rappresentanti della Pennsylvania e riuscì a sconfiggere il compagno di partito in carica Paul Costa vincendo le primarie del Partito Democratico con oltre il 67% dei voti, grazie ad una solida costruzione del proprio movimento di base.
Quando il deputato della Camera dei Rappresentanti nazionale Michael Doyle annunciò la propria intenzione di non ripresentarsi alle successive elezioni, Summer Lee si propose come candidata. Si aggiudicò le primarie democratiche con un margine di scarto di appena 988 voti sul secondo classificato. Nelle elezioni generali sconfisse l'avversario repubblicano con un ragguardevole scarto e fu così eletta. Summer Lee divenne così la prima donna nera eletta al Congresso dallo stato della Pennsylvania.